# Белорусская социал-демократическая Грамада
Партия «Белору́сская социа́л-демократи́ческая Грама́да» (бел. Партыя «Беларуская сацыял-дэмакратычная Грамада», сокращённо Партия «Грамада» и БСДГ; бел. Грамада — «Община, объединение») — белорусская оппозиционная социал-демократическая политическая партия. Позиционирует себя как правопреемника и продолжателя традиций Белорусской социалистический грамады.
В программе БСДГ, принятой на 2-м съезде в 1999 году, отмечено, что БСДГ — партия правоцентристского типа. Несмотря на своё название, она не придерживается установленного среди социал-демократических партий принципа государственного регулирования экономикой, выступает за многоукладную экономику и в первую очередь — рыночную. Второй чертой БСДГ — также традиционный признак «правого» уклона — является то, что большая роль в программе отводится национальному возрождению и укреплению государственной независимости Беларуси.
11 января 2020 года члены Центральной Рады партии «Грамада» приняли решение участвовать в президентской кампании в 2020 году, и единогласно проголосовали за выдвижение кандидатом в президенты Беларуси председателя партии БСДГ Сергея Черечня.

## Программные цели и задачи
По мнению партии в 1996 году в Беларуси произошёл государственный переворот, в результате которого в республике установился авторитарный режим. В этой связи первостепенной задачей БСДГ является работа по восстановлению действия Конституции 1994 года.
Партия выступает за возвращения национальной символики: бело-красно-белый флаг и герб «Погоня» в качестве государственных символов и
за придание белорусскому языку статуса единственного государственного языка, как это было по Закону о языках 1990 года.
Партия считает, что Беларусь должна стремиться к вступлению в Европейский Союз. Одна из главных предпосылок выхода Беларуси из кризиса — уменьшение политической и экономической зависимости от России. БСДГ выступает за развитие двусторонних связей с Россией и неуклонное увеличение экономических отношений с западными соседями Беларуси. По мнению партии необходимо ликвидировать огромный дисбаланс в торговле Беларуси с Россией по сравнению с торговлей с другими государствами (в первую очередь с Германией, Австрией, Италией, США).
БСДГ против политики двуязычия, направленной на недопущение белорусского языка во все сферы государственной и гражданской жизни.
Важнейшая задача — сохранение белорусского этноса от ассимиляции. Для этого необходимо разработать Закон о своеобразном «спасательном пространстве» в области издательско-информационной деятельности, которое бы охватывало весь спектр предприятий и учреждений, работающих на национальное возрождение.
Главная цель Закона — создать благоприятные экономические условия для всех белорусскоязычных книжных, газетных и других изданий, которые должны обеспечиваться за государственный счёт и не участвовать в книжной конкуренции.
Воспитание и обучение в детских учреждениях и школах всех уровней должно вестись на белорусском языке, за исключением учебных заведений, работающих на нужды национальных меньшинств. Для осуществления программы национального воспитания БСДГ предлагает создать серию дошкольных пансионатов с русскоязычной средой, где бы детей знакомили с белорусской культурой, историей, традициями.
БСДГ считает важным направлением деятельности экологию. Беларусь несёт ответственность за создание экологической опасности соседними странами. Однако и они несут ответственность за экологический ущерб, причинённый Беларуси. В первую очередь это касается Чернобыльского вопроса. До сих пор не решён вопрос о компенсации Беларуси ущерба, принесённого Чернобыльской трагедией.

## Председатели партии
- Ткачёв, Михаил Александрович (март 1991—1992 гг.)
- Трусов, Олег Анатольевич (1992—1995 гг.)
- Шушкевич, Станислав Станиславович (1998—2018 гг.)
- Черечень, Сергей Владимирович (2018—2023)

## История
- 1991 — Создание Белорусской социал-демократической Громады, председателем избран Михаил Ткачёв.
- 5 сентября 1992 года в Минске прошёл пленум Центральной Рады БСДГ, принявший решение о внесении на рассмотрение Верховного Совета Республики Беларусь проекта Конституции, разработанного партией[2]. В 1992—1995 годах лидером партии был Олег Трусов. В начале 1993 года образована Витебская областная партийная организация, Виктор Каковка избран председателем областной организации[3].
- 1996 — Объединение с Социал-демократической партией Народного Согласия, образование Белорусской социал-демократической партии (Народная Громада) (БСДП (НГ)) во главе с Николаем Статкевичем.
- 1998 — Воссоздание Белорусской социал-демократической Громады во главе с Станиславом Шушкевичем.
- 2018 — Избран новый глава партии Сергей Черечень.
- 2019 — Состоялся VIII съезд партии, БСДГ выдвинула 24 кандидата на выборы депутатов Палаты представителей РБ.
- 2020 — Лидер партии Сергей Черечень принимает участие в президентской выборной кампании. В рамках кампании создан интернет-сайт, содержащий предвыборную программу, информацию о сборе подписей и последние новости избирательного штаба кандидата от партии.